# دميترو كرافشينكو
دميترو كرافشينكو (بالأوكرانية: Кравченко Дмитро Андрійович)‏ هو لاعب كرة قدم أوكراني في مركز الوسط، ولد في 25 فبراير 1995 في بولتافا في أوكرانيا. لعب مع نادي فورسكلا بولتافا.

## وصلات خارجية
- دميترو كرافشينكو على موقع الاتحاد الأوربي (الإنجليزية)
- دميترو كرافشينكو على موقع اتحاد أوكرانيا (الإنجليزية)
- دميترو كرافشينكو على موقع قاعدة بيانات كرة القدم.إي يو (الإنجليزية)
- دميترو كرافشينكو على موقع Soccerway.com (الإنجليزية)
- دميترو كرافشينكو على موقع عالم كرة القدم.نت (الإنجليزية)

لم يتم العثور على روابط لمواقع التواصل الاجتماعي.